# 1916
1916. је била преступна година.

## Догађаји

### Јануар
- 6. јануар — 
  - Почела је Мојковачка битка у Првом светском рату у којој су Црногорци под командом сердара Јанка Вукотића одбили офанзиву знатно јачих аустроугарских снага и тиме омогућили српској војсци одступницу према Јадрану.
  - Масакр крај Дервишке њиве У селу Горњи Манастирец код Македонског Брода, бугарска војска измасакрирала 103 најугледнија Србина пореских села. По повлачењу Српске војске, Бугарска је окупирала Македонију у којој је почела да организује казнену експедицију под вођством потпуковника Константина Панова. Ухапшено је 205 лица, углавном виђених људи, свештеници, учитељи, председници општина, начелници комитета, војводе и четници. Око половине њих је одведено у Прилеп, а остали су убијени на Дервишкој њиви.
- 19. јануар — Краљ Никола I након аустроугарске инвазије напустио Црну Гору.
- 25. јануар — Црногорска војска је капитулирала у Првом светском рату, што је де факто био крај постојања Краљевине Црне Горе.
- 29. јануар — Немци у Првом светском рату први пут бомбардовали Париз из цепелина.

### Фебруар
- 21. фебруар — Немачким нападом почела битка код Вердена у Француској, најдужа и најкрвавија у Првом светском рату.

### Март
- 20. март — Алберт Ајнштајн је објавио своју општу теорију релативитета.

### Април
- 24. април — У Даблину почео антибритански устанак за независну Ирску Републику, који су британске трупе угушиле за шест дана.

### Мај
- 11. мај — Представљена је Ајнштајнова Општа теорија релативитета.
- 16. мај — Уједињено Краљевство и Француска су потписале Сајкс-Пикотов споразум, тајни споразум о подели блискоисточних територија Отоманског царства.

### Јун
- 4. јун — Код Лавова у Првом светском рату почела је Брусиловљева офанзива руског генерала Алексеја Брусилова, која је значајно олакшала положај савезника на западном фронт и у Италији.
- 24. јун — Почела је битка на Соми у Првом светском рату.

### Август
- 4. август — Букурештански споразум
- 4. август — Данска је за 25 милиона долара уступила САД део Западноиндијских острва, укључујући Девичанска острва.
- 15. август — У бици на Соми у Првом светском рату први пут употребљен британски тенк Марк I.
- 28. август — 9. октобар — Народна скупштина на Крфу 1916.

### Септембар
- 30. септембар — Бомбардовање Софије 30. септембра 1916

### Новембар
- 18. новембар — Командант Британског експедиционог корпуса Даглас Хејг је означио крај прве битке на Соми.
- 21. новембар — Путнички и брод болница ХМХС Британик потонуо је за 55 минута код острва Кеа у Грчкој, након наиласка на мину или након торпедовања.

### Децембар
- 14. децембар — Грађани Данске су на референдуму гласали да Данска Западна Индија буде продата САД за 25 милиона долара.
- 16. децембар — Група руских племића предвођена Феликсом Јусуповим је убила мистика и пустолова Григорија Распућина.
- 18. децембар — Победом Француза завршена је десетомесечна битка код Вердена у Првом светском рату, у којој су обе стране имале огромне губитке.

## Рођења

### Јануар
- 7. јануар — Јордан Николов, македонски народни херој. (†1942)
- 21. јануар — Пјетро Рава, италијански фудбалер. († 2006)

### Март
- 13. март — Жак Фреско, амерички футуриста. († 2017)

### Април
- 17. април — Сиримаво Бандаранаике, бивши премијер Шри Ланке, прва жена-премијер на свету. (†2000)

### Мај
- 8. мај — Жоао Авеланж, бразилски пливач и ватерполиста и бивши председник ФИФА. († 2016)
- 21. мај — Владимир Роловић, учесник Народноослободилачке борбе, генерал-мајор ЈНА у резерви, народни херој Југославије, амбасадор СФРЈ. († 1971)

### Јун
- 8. јун — Франсис Крик, енглески биолог. (†2004)

### Август
- 23. септембар — Алдо Моро, италијански политичар. († 1978)

### Децембар
- 9. децембар — Кирк Даглас, амерички глумац. († 2020)

## Смрти

### Април
- 19. април — Колмар фон дер Голц, немачки фелдмаршал и турски паша

### Јун
- 5. јун — Херберт Киченер, британски фелдмаршал
- 18. јун — Хелмут фон Молтке Млађи, немачки генерал, начелник немачког генералштаба

### Август
- 27. август — Петар Кочић, српски књижевник

### Септембар
- 21. новембар — Франц Јозеф I, аустријски цар и мађарски краљ (*18. август 1830).
- 22. новембар — Џек Лондон, амерички књижевник

### Децембар
- 29. децембар — Григориј Распућин, руски мистик

## Нобелове награде
- Физика — Награда није додељена
- Хемија — Награда није додељена
- Медицина — Награда није додељена
- Књижевност — Вернер фон Хајденштам
- Мир — Награда није додељена
- Економија — Награда у овој области почела је да се додељује 1969. године